# Cymeda zealandica
Cymeda zealandica är en spindeldjursart som beskrevs av David C.M. Manson och Uri Gerson 1986. Cymeda zealandica ingår i släktet Cymeda och familjen Eriophyidae. Inga underarter finns listade i Catalogue of Life.